# Bundesstraße 514
Die Bundesstraße 514 (Abkürzung: B 514) ist eine Bundesstraße in Nordrhein-Westfalen. Sie beginnt am Ende der A 30 am Kreuz Bad Oeynhausen und verläuft in Richtung Süden bis zur B 238 nahe Kalletal-Langenholzhausen.

## Geschichte

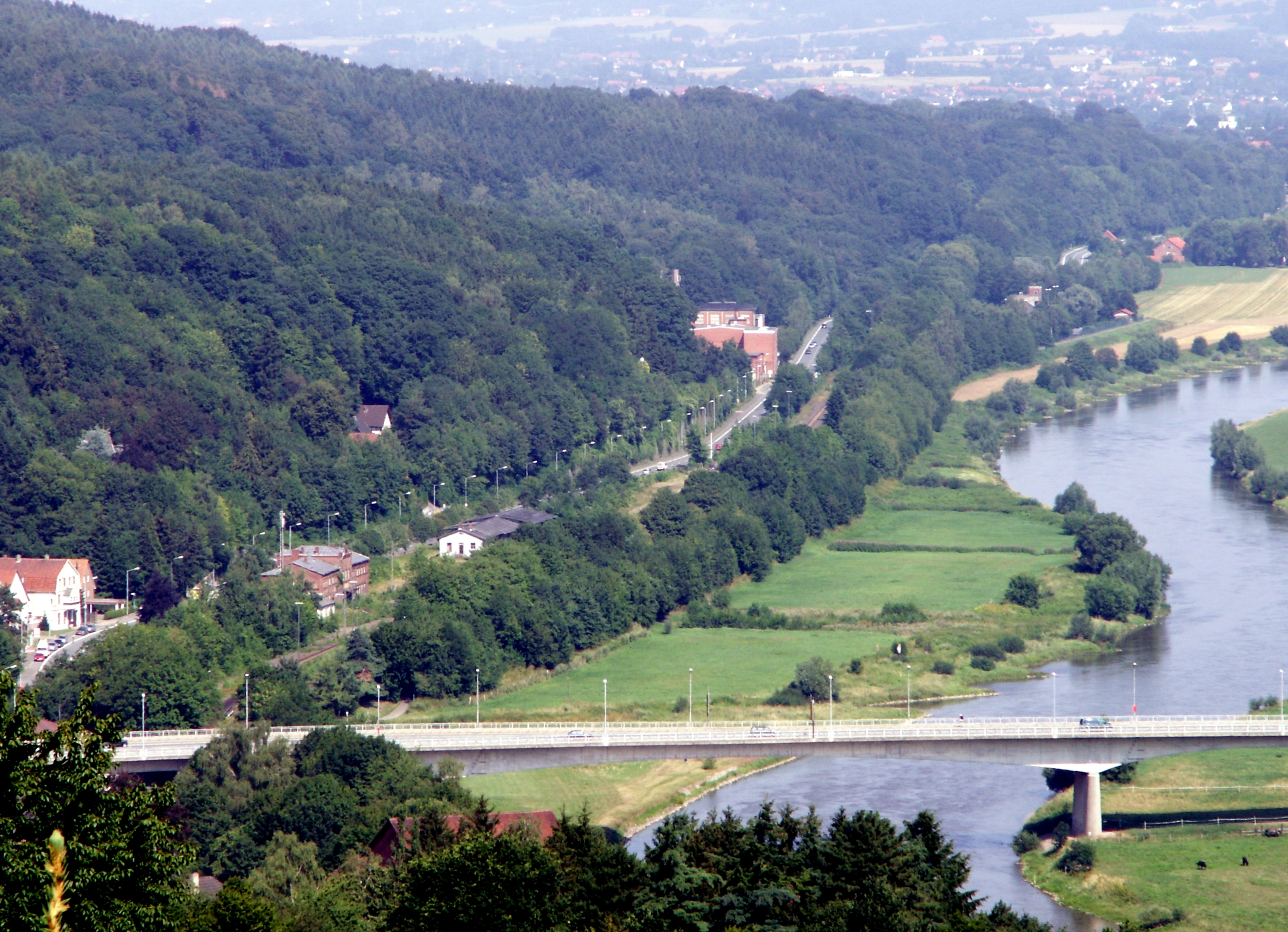
Verlauf der B 514 auf Vlothoer Stadtgebiet linksseitig der Weser von Rathaushöhe (links, nicht mehr im Bild) bis zur Stadtgrenze Bad Oeynhausen vor Amtshausberg und Steinberg

Die Bundesstraße 514 wurde 1967 gewidmet und verbindet auf überwiegend vorhandenen Trassen ehemals untergeordneter örtlicher Straßen die Bundesstraße 238 bei Langenholzhausen mit der Bundesstraße 61 bei Rehme. Sie folgt dem Verlauf der Mitte des 19. Jahrhunderts gebauten ersten Kunststraße in der Region. Auf Vlothoer Gebiet trägt sie den Namen Weserstraße. Der Abschnitt in Richtung Bad Oeynhausen trug ab 1936 den Namen Rehmer Straße bis zur Ortsgrenze der früheren Gemeinde Rehme und schloss sich an den Beginn der Langen Straße in Vlotho an. In diesem Bereich (heute von Haus Nr. 1 bis etwa Höhe Rathaus) entstand Anfang der 1970er Jahre auf einem neuen Trassenstück die Anbindung an die schon vorhandene Weserstraße in Richtung der ehemaligen lippischen Gemeinde Erder. Diese neue Trasse umfährt auch den Bahnhof Vlotho, der nun nur noch über die ausgebaute Bundesstraße aus der Innenstadt Vlotho zu erreichen ist. An der Rehmer Straße befanden sich am Steinberg genannten Hang der Ebenöde stadtauswärts gesehen das Gaswerk (heute Stadtwerke Vlotho), die Zuckerfabrik Tintelnot (später Kunstblumenfabrik Schleef, nach einiger Zeit des Leerstands heute ein Gewerbezentrum mit kleineren Unternehmen) und der städtische Schlachthof.
In der weiter stromaufwärts gelegenen ehemaligen Zuckerfabrik Ohle & Bonnemeyer etablierten sich nach deren Aufgabe nacheinander mehrere Disco-Betriebe. Das Gebäude steht unter Denkmalschutz und ist heute Teil der 2019 dort eröffneten »Seniorenresidenz Fährhof«. Dieser Name geht darauf zurück, dass sich auf diesem Gelände der frühere Fährhof zum Übergang über die Weser zum benachbarten Uffeln befand. Diese Fährverbindung wird erstmals für das Jahr 1423 genannt.